# Robert Fleischhauer
Justus Robert Fleischhauer (* 2. Oktober 1833 in Bräunisheim; † 24. Mai 1903 in Stuttgart) war ein württembergischer Verwaltungsbeamter.

## Leben
Fleischhauer war der Sohn des Pfarrers Johann Georg Fleischhauer (1797–1874) und dessen erster Ehefrau Wilhelmine Karoline Christiane, geb. Pezold. Er besuchte das Gymnasium in Ulm und war Hospes im evangelischen Seminar Maulbronn. 1851 nahm er das Studium der evangelischen Theologie an der Universität Tübingen auf, wechselte aber im folgenden Jahr zur Regiminalwissenschaft. 1855 bestand er die erste, 1856 die zweite höhere Dienstprüfung.
1856 war Fleischhauer als Volontär bei einem Verwaltungsaktuar beschäftigt. 1857 wurde er Aktuariatsverweser beim Oberamt Waldsee, 1858 Oberamtsaktuar beim Oberamt Biberach, 1861 dasselbe beim Oberamt Reutlingen, 1867 Sekretär im Ministerium des Innern in Stuttgart, zunächst provisorisch an April 1869 definitiv. 1870 wurde er zum Oberamtmann des Oberamts Sulz ernannt, 1873 Stadtschultheiß in Esslingen, 1877 Oberamtmann des Oberamts Weinsberg, 1890 Oberamtmann des Oberamts Hall, seit 1892 mit Titel und Rang eines Regierungsrats. 1895 bis 1902 war er Oberamtmann des Amtsoberamts Stuttgart. 1899 wurde ihm die Dienststellung eines Regierungsrats verliehen. 1902 trat er in den Ruhestand.

## Auszeichnungen
- Ritterkreuz 1. Klasse des Friedrichs-Ordens (1884)
- Ritterkreuz des Ordens der Württembergischen Krone (1898)